# District de Chumpi
Pour les articles homonymes, voir Chumpi.
Le district de Chumpi est l'un des 8 districts qui composent la province de Parinacochas dans la Région d'Ayacucho au Pérou.
Il est limité :
- au nord par le district de Coracora,
- à l'est par la province de Paucar del Sara Sara,
- au sud-est par le district de Puyusca,
- au sud-ouest par le district de Pullo,
- à l'ouest par le district de Chaviña (province de Lucanas).

Le district a une superficie de 366,3 km2 et sa population était estimée en 2002 à 3 193 habitants.
Le chef-lieu du district est la localité de Chumpi qui se trouve à 3 201 mètres d’altitude.
Les arènes de Chumpi ont une capacité de 3 500 personnes.
Chumpi est la terre natale (27 novembre 1931) du peintre et dessinateur Danilo Sevilla, spécialiste de la tauromachie et la terre d'adoption de l'écrivain et naturaliste français Pierre-Olivier Combelles.